# Dasyprocta kalinowskii
Dasyprocta kalinowskii é uma espécie de roedor da família Dasyproctidae.
É endêmica do sudeste do Peru.